# HTTP 451

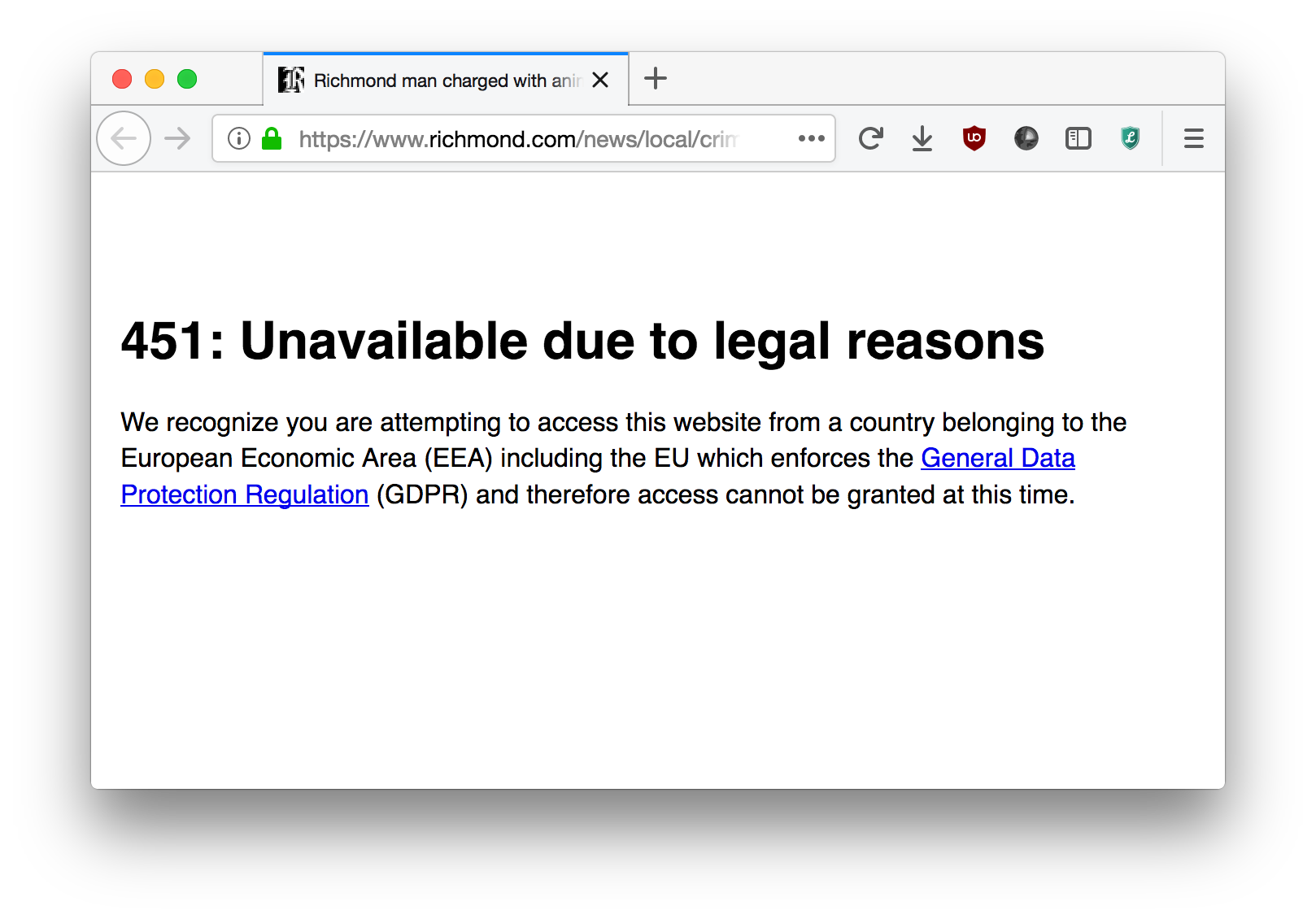
Przykładowe okno przedstawiające błąd 451

HTTP 451 – kod błędu odpowiedzi HTTP wskazującego zawartość niedostępną z powodów prawnych (ang. Unavailable For Legal Reasons). Wyświetlany jest na danej stronie internetowej przy żądaniu dostępu do treści, które z powodów prawnych nie mogą zostać przekazane użytkownikowi. W takiej sytuacji owe treści są blokowane przez dostawcę Internetu, a nie serwer główny. Liczba 451 jest nawiązaniem do powieści 451 stopni Fahrenheita.

## Przykłady
```
//Przykład kodu błędu HTTP 451

HTTP/1.1 451 Unavailable For Legal Reasons

Link: ; rel="blocked-by"

Content-Type: text/html

<
html
>

 
<
head
><
title
>
Unavailable For Legal Reasons
</
title
></
head
>

 
<
body
>

  
<
h1
>
Unavailable For Legal Reasons
</
h1
>

  
<
p
>
This request may not be serviced in the Roman Province

  of Judea due to the Lex Julia Majestatis, which disallows

  access to resources hosted on servers deemed to be

  operated by the People's Front of Judea.
</
p
>

 
</
body
>

</
html
>

```

Przykłady sytuacji w których może zostać wyświetlony kod błędu 451 to m.in. sytuacje w których dana strona :
- Zagraża bezpieczeństwu wewnętrznemu państwa;
- Narusza prawa autorskie;
- Narusza cudzą prywatność;
- Bądź inne prawo lub wyrok sądowy.